# 硫黄の化合物の一覧
硫黄の化合物の一覧（いおうのかごうぶつのいちらん）は硫黄の化合物（有機化合物を除く）の一覧。

## 二元化合物
- 二臭化硫黄（SBr2）
- 四臭化硫黄（SBr4）
- 二臭化二硫黄（S2Br2）
- 二塩化硫黄（SCl2）
- 四塩化硫黄（SCl4）
- 二塩化二硫黄（S2Cl2）
- 二フッ化硫黄（SF2）
- 四フッ化硫黄（SF4）
- 六フッ化硫黄（SF6）
- 二フッ化二硫黄（S2F2）
- 四フッ化二硫黄（英語版）（S2F4）
- 十フッ化二硫黄（S2F10）
- 一酸化硫黄（SO）
- 二酸化硫黄（SO2）
- 三酸化硫黄（SO3）
- 一酸化二硫黄（S2O）

## 三元化合物
- 亜硫酸（H2SO3）
- 硫酸（H2SO4）
- ペルオキソ一硫酸（H2SO5）
- チオ硫酸（H2S2O3）
- 亜ジチオン酸（H2S2O4）
- 二亜硫酸（H2S2O5）
- ジチオン酸（H2S2O6）
- 二硫酸（H2S2O7）
- ペルオキソ二硫酸（H2S2O8）
- 一フッ化チアジル（NSF）
- 三フッ化チアジル（NSF3）
- 臭化チオニル（SOBr2）
- 塩化チオニル（SOCl2）
- 二フッ化チオニル（SOF2）
- 四フッ化チオニル（英語版）（SOF4）
- 塩化スルフリル（SO2Cl2）
- フッ化スルフリル（SO2F2）

## 四元・五元化合物
- チオシアン酸（HSCN）
- クロロ硫酸（HSO3Cl）
- フルオロ硫酸（HSO3F）
- アミド硫酸（HSO3NH2）
- 塩化フッ化スルフリル（SO2ClF）
- スルファミド（SO2(NH2)2）